# Brahian Cuello
Brahian David Cuello (Merlo, 30 settembre 1997) è un calciatore argentino, centrocampista del Delfín.

## Carriera
Cuello è cresciuto nello Estudiantes (SL), dove ha debuttato il 13 settembre 2016 nell'incontro di Primera B Nacional perso 2-1 contro l'Argentinos Juniors. Il 15 ottobre 2017 ha segnato il suo primo gol nel successo per 2-0 sul Boca Unidos. Retrocesso nel Torneo Federal A al termine della stagione 2017-2018, vi è rimasto per due ulteriori anni, per poi passare all'Almagro nell'agosto del 2020.
Il 3 gennaio 2022 ha firmato con il Defensa y Justicia approdando per la prima volta nella massima divisione del calcio argentino. Ha debuttato con il club gialloverde il 17 febbraio nell'incontro di Copa de la Liga Profesional pareggiato 2-2 contro il Racing Club.
In scadenza di contratto a fine stagione, 21 dicembre 2022 ha firmato con l'Instituto (C).

## Statistiche

### Presenze e reti nei club
Statistiche aggiornate al 26 giugno 2024.
| Stagione        | Squadra            | Campionato      | Campionato | Campionato | Coppe nazionali | Coppe nazionali | Coppe nazionali | Coppe continentali | Coppe continentali | Coppe continentali | Altre coppe | Altre coppe | Altre coppe | Totale | Totale | Totale |
| Stagione        | Squadra            | Comp            | Pres       | Reti       | Comp            | Pres            | Reti            | Comp               | Pres               | Reti               | Comp        | Pres        | Reti        | Pres   | Reti   |        |
| --------------- | ------------------ | --------------- | ---------- | ---------- | --------------- | --------------- | --------------- | ------------------ | ------------------ | ------------------ | ----------- | ----------- | ----------- | ------ | ------ | ------ |
| 2016-2017       | Estudiantes (SL)   | PBN             | 13         | 0          | CA              | 0               | 0               |                    | -                  | -                  |             | -           | -           | 13     | 0      |        |
| 2017-2018       | Estudiantes (SL)   | PBN             | 18         | 2          | CA              | 0               | 0               |                    | -                  | -                  |             | -           | -           | 18     | 2      |        |
| 2018-2019       | Estudiantes (SL)   | TFA             | 26         | 4          | CA              | 5               | 1               |                    | -                  | -                  |             | -           | -           | 31     | 5      |        |
| 2019-2020       | Estudiantes (SL)   | TFA             | 21         | 2          | CA              | 2               | 0               |                    | -                  | -                  |             | -           | -           | 23     | 2      |        |
| 2020            | Almagro            | PBN             | 7          | 0          |                 | -               | -               |                    | -                  | -                  |             | -           | -           | 7      | 0      |        |
| 2021            | Almagro            | PBN             | 30         | 6          |                 | -               | -               |                    | -                  | -                  |             | -           | -           | 30     | 6      |        |
| 2022            | Defensa y Justicia | PD              | 10         | 0          | CA+CdL          | 1+6             | 0               | CS                 | 5                  | 0                  |             | -           | -           | 22     | 0      |        |
| 2023            | Instituto (C)      | PD              | 24         | 0          | CA+CdL          | 1+12            | 0+1             |                    | -                  | -                  |             | -           | -           | 37     | 1      |        |
| 2024            | Instituto (C)      | PD              | 5          | 0          | CA+CdL          | 1+12            | 0+1             |                    | -                  | -                  |             | -           | -           | 18     | 1      |        |
| Totale carriera | Totale carriera    | Totale carriera | 154        | 14         |                 | 40              | 3               |                    | 5                  | 0                  |             | -           | -           | 199    | 17     |        |